# Tonga (Południowa Afryka)
Tonga – miejscowość w Południowej Afryce, w prowincji Mpumalanga. Znajduje się w gminie Nkomazi w dystrykcie Ehlanzeni. Leży około 90 km na południowy wschód od miasta Nelspruit, w pobliżu granicy z Mozambikiem. Tonga zajmuje powierzchnię 7,47 km². Według spisu ludność przeprowadzonego w 2011 znajdowało się tu 4296 gospodarstw domowych i zamieszkiwało 17 333 osób, spośród których 99,80% to czarni Afrykanie, natomiast 81,28% posługiwało się językiem suazi, a 17,53% tsonga.